# Pit Clausen
Pit Clausen, né le 12 mai 1962 à Düsseldorf, est une personnalité politique allemande membre du parti social-démocrate. Il est le bourgmestre (Oberbürgermeister) de la ville de Bielefeld depuis le 21 octobre 2009.

## Biographie
Pit Clausen est membre social-démocrate du Conseil de la ville de Bielefeld dès 1994. De 1994 à 1999, il est porte-parole de la section locale du parti. Il en devient le président en 2002.
Après avoir perdu les élections en 2004, Pit Clausen est élu bourgmestre de Bielefeld avec 43,3 % des voix en 2009. Il est réélu en 2014 avec 55,9 % des voix.